# 休尼克州
休尼克州（發音：[sjuˈnikʰ] ⓘ），是亞美尼亞东南部的一个州，與瓦約茨佐爾州、伊朗、納戈爾諾-卡拉巴赫相鄰，州府为卡潘。全州面积为4,506平方公里，2019年人口数量为137,600人。

## 社区和住区
截至2017年2月，休尼克州拥有以下72个行政社区（hamaynkner），其中6个为城市，66个为农村。

### 城市社区
| 市镇       | 图片 | Other included settlements | 建立时间                         | 面积 (km2) | 人口（2011年人口普查） | 人口（2016年人口普查） |
| ---------- | ---- | --- | -------------------------------- | ---------- | ---------------------- | ---------------------- |
| 達斯塔凱特 |      | | 12th century (first mentioned)   | 0.5        | 323                    | 300                    |
| 戈里斯     |      | Akner, Bardzravan, Hartashen, Karahunj, Khndzoresk, Nerkin Khndzoresk, Shurnukh, Verishen, Vorotan (Goris)                                 | 1870                             | 8          | 20,591                 | 20,300                 |
| 卡贾兰     |      | | 1958                             | 2.8        | 7,163                  | 7,100                  |
| 卡潘       |      | | 10th century                     | 36         | 43,190                 | 42,600                 |
| 梅格里     |      | Agarak (Meghri), Alvank, Aygedzor, Gudemnis, Karchevan, Kuris, Lehvaz, Lichk, Nrnadzor, Shvanidzor, Tashtun, Tkhkut, Vahravar, Vardanidzor | 17th century                     | 3          | 4,580                  | 4500                   |
| 錫西安     |      | | 8th century BC (first mentioned) | 9          | 14,894                 | 14,900                 |

### 农村社区及其包含的定居点
- Atchanan（英语：Atchanan）
- Agarak (Kapan)（英语：Agarak, Kapan）
- Aghitu（英语：Aghitu）
- Aghvani（英语：Aghvani）
- Akhlatyan（英语：Akhlatyan）
- Angeghakot（英语：Angeghakot）
- Antarashat（英语：Antarashat）
- Arajadzor（英语：Arajadzor）
- Arevis（英语：Arevis）
- Artsvanik（英语：Artsvanik）
- Ashotavan（英语：Ashotavan）
- Balak（英语：Balak, Armenia）
- Bnunis（英语：Bnunis）
- Brnakot（英语：Brnakot）
- Chakaten（英语：Chakaten）
- Chapni（英语：Chapni）
- Darbas（英语：Darbas）
  - Shamb（英语：Shamb）
- Davit Bek（英语：Davit Bek, Armenia）
- Dzorastan（英语：Dzorastan）
- Geghanush（英语：Geghanush）
  - Gomaran（英语：Gomaran）
- Geghi（英语：Geghi）
- Gorayk（英语：Gorayk）
  - Sarnakunk（英语：Sarnakunk）
  - Spandaryan（英语：Spandaryan, Syunik）
  - Tsghuk（英语：Tsghuk）
- Getatagh（英语：Getatagh）
- Hatsavan（英语：Hatsavan, Syunik）
- Ishkhanasar（英语：Ishkhanasar）
- Kaghnut（英语：Kaghnut）
- 卡贾兰
- Khdrants（英语：Khdrants）
- Lernadzor（英语：Lernadzor）
  - Kavchut（英语：Kavchut）
  - Musallam（英语：Musallam）
- Lor（英语：Lor, Armenia）
- Ltsen（英语：Ltsen）
- Mutsk（英语：Mutsk）
- Nerkin Hand（英语：Nerkin Hand）
- Nerkin Khotanan（英语：Nerkin Khotanan）
- Nor Astghaberd（英语：Nor Astghaberd）
  - Ajabaj（英语：Ajabaj）
  - Getishen（英语：Getishen）
- Norashenik（英语：Norashenik）
- Noravan（英语：Noravan, Syunik）
- Nzhdeh（英语：Nzhdeh, Armenia）
  - Tsghuni（英语：Tsghuni）
- Okhtar（英语：Okhtar）
- Salvard（英语：Salvard）
- Sevakar（英语：Sevakar）
- Shaghat（英语：Shaghat）
- Shaki（英语：Shaki, Armenia）
- Shenatagh（英语：Shenatagh）
- Shikahogh（英语：Shikahogh）
- Shrvenants（英语：Shrvenants）
- Srashen（英语：Srashen）
- Syunik（英语：Syunik (village)）
  - Bargushat（英语：Bargushat）
  - Ditsmayri（英语：Ditsmayri）
  - Khordzor（英语：Khordzor）
  - Sznak（英语：Sznak）
- Tanahat（英语：Tanahat）
- Tandzaver（英语：Tandzaver）
- Tasik（英语：Tasik）
- Tatev（英语：Tatev (village)）
  - Halidzor（英语：Halidzor）
  - Harzhis（英语：Harzhis）
  - Kashuni（英语：Kashuni, Armenia）
  - Khot（英语：Khot）
  - Shinuhayr（英语：Shinuhayr）
  - Svarants（英语：Svarants）
  - Tandzatap（英语：Tandzatap）
- Tavrus（英语：Tavrus）
- Tegh（英语：Tegh）
  - Aravus（英语：Aravus）
  - Khnatsakh（英语：Khnatsakh）
  - Karashen（英语：Karashen）
  - Khoznavar（英语：Khoznavar）
  - Kornidzor（英语：Kornidzor）
  - Vaghatur（英语：Vaghatur）
- Tolors（英语：Tolors）
- Torunik（英语：Torunik）
- Tsav（英语：Tsav, Armenia）
  - Shishkert（英语：Shishkert）
- Uyts（英语：Uyts）
- Uzhanis（英语：Uzhanis）
- Vaghatin（英语：Vaghatin）
- Vanek（英语：Vanek, Armenia）
- Vardavank（英语：Vardavank）
- Verin Khotanan（英语：Verin Khotanan）
- Vorotan (Sisian)（英语：Vorotan (Sisian)）
- Yegheg（英语：Yegheg）
- Yeghvard（英语：Yeghvard, Syunik）

### 被遗弃的定居点
- Aghbulagh（英语：Aghbulagh）
- Dzorak（英语：Dzorak, Syunik）
- Geghavank（英语：Geghavank）
- Kard（英语：Kard, Armenia）
- Karut（英语：Karut）
- Kitsk（英语：Kitsk）
- Nerkin Giratagh（英语：Nerkin Giratagh）
- Vanand（英语：Vanand, Syunik）
- Verin Giratagh（英语：Verin Giratagh）
- Verin Geghavank（英语：Verin Geghavank）
- Vocheti（英语：Vocheti）